# 荘口彰久のブロードバンド!ニッポン
荘口彰久のブロードバンド!ニッポン（そうぐちあきひさのブロードバンド!ニッポン）はLFX mudigiのブロードバンド!ニッポンの月曜日で、パーソナリティは荘口彰久が担当の番組。2006年10月2日放送開始、2007年3月26日放送終了。

## 放送時間
- 毎週月曜日18:00～21:00

## コーナー

### ブロードバンド、SOHかそういうことか
ゲストとの対談コーナー。番組終了後に「荘口彰久のそうか、SOHいうことか!」として配信される。
- - 番組開始～番組終了

## ゲスト

### 2006年
- 10月9日:吉田照美
- 10月16日:初芝清
- 10月23日:うえやなぎまさひこ
- 10月30日:戸田修一
- 11月6日:時政（扶桑社編集部）
- 11月13日:宮川賢
- 11月20日:品田編集長（日経エンタ!）
- 11月27日:東貴博
- 12月4日:北村編集長（日経トレンディ）
- 12月11日:福井晴敏
- 12月18日:松原プロデューサー（コーエー）
- 12月25日:向谷実（カシオペア）

### 2007年
- 1月1日:宮川賢
- 1月8日:みうらじゅん
- 1月15日:大竹のり子
- 1月22日:野口悠紀雄
- 1月29日:矢追純一
- 2月5日:半田健人
- 2月12日:越智通勝
- 2月19日:植木綾香
- 2月26日:中村伊知哉
- 3月5日:堀井憲一郎
- 3月12日:秋庭俊
- 3月19日:岡田斗司夫
- 3月26日:池田秀一